# Айл (Міннесота)
Айл (англ. Isle) — місто (англ. city) в США, в окрузі Мілль-Лак штату Міннесота. Населення — 803 особи (2020).

## Географія
Айл розташований за координатами 46°8′35″ пн. ш. 93°27′33″ зх. д. / 46.14306° пн. ш. 93.45917° зх. д. (46.142998, -93.459113).  За даними Бюро перепису населення США в 2010 році місто мало площу 6,62 км², з яких 5,49 км² — суходіл та 1,12 км² — водойми. В 2017 році площа становила 7,71 км², з яких 6,58 км² — суходіл та 1,13 км² — водойми.

## Демографія
Згідно з переписом 2010 року, у місті мешкала 751 особа в 352 домогосподарствах у складі 195 родин. Густота населення становила 113 особи/км².  Було 501 помешкання (76/км²).
Расовий склад населення:
| - 73,8 % — білих - 22,6 % — корінних американців - 0,1 % — азіатів |

До двох чи більше рас належало 2,7 %. Частка іспаномовних становила 3,1 % від усіх жителів.
За віковим діапазоном населення розподілялося таким чином: 23,4 % — особи молодші 18 років, 48,4 % — особи у віці 18—64 років, 28,2 % — особи у віці 65 років та старші. Медіана віку мешканця становила 47,5 року. На 100 осіб жіночої статі у місті припадало 83,6 чоловіків;  на 100 жінок у віці від 18 років та старших — 82,0 чоловіків також старших 18 років.
Середній дохід на одне домашнє господарство  становив 41 970 доларів США (медіана — 27 431), а середній дохід на одну сім'ю — 50 817 доларів (медіана — 40 278). Медіана доходів становила 42 250 доларів для чоловіків та 30 694 долари для жінок. За межею бідності перебувало 18,2 % осіб, у тому числі 31,0 % дітей у віці до 18 років та 13,2 % осіб у віці 65 років та старших.
Цивільне працевлаштоване населення становило 282 особи. Основні галузі зайнятості: освіта, охорона здоров'я та соціальна допомога — 34,4 %, мистецтво, розваги та відпочинок — 17,4 %, роздрібна торгівля — 12,4 %, публічна адміністрація — 9,9 %.